# 乔治·切科夫斯基
乔治·切科夫斯基（1979年12月11日—），北馬其頓籃球運動員，現在效力於北馬其頓球隊Rabotnički。他也代表北馬其頓國家男子籃球隊參賽。

## 外部連結
- 喬爾吉·賽科夫斯基在fiba.basketball（英语）
- 喬爾吉·賽科夫斯基在archive.fiba.com（archived）（英语）
- 喬爾吉·賽科夫斯基在歐洲籃球聯賽（英语）
- 喬爾吉·賽科夫斯基在亞得里亞海聯賽（英语）
- 喬爾吉·賽科夫斯基在Basketball-Reference.com（國際）（英语）
- 喬爾吉·賽科夫斯基在Eurobasket.com（球員）（英语）
- 喬爾吉·賽科夫斯基在RealGM（英语）
- 喬爾吉·賽科夫斯基在Proballers（英语）